# ورثينجتن ويتريدج
توماس ورثينجتن ويتريدج (بالإنجليزية: Thomas Worthington Whittredge)‏ (22 مايو 1820-25 فبراير 1910) هو فنان أمريكي من مدرسة نهر هدسون. كان ويتريدج فنانًا يحظى بتقدير كبير في عصره، وكان صديقًا للعديد من الفنانين الرائدين في مدرسة نهر هدسون بما في ذلك ألبرت بيرشتات وسانفورد روبنسون غيفورد. سافر على نطاق واسع وتفوق في رسم المناظر الطبيعية، والعديد من الأمثلة موجودة الآن في المتاحف الكبرى. شغل منصب رئيس الأكاديمية الوطنية للتصميم من 1874 إلى 1875 وكان عضوًا في لجان الاختيار لمعرض فيلادلفيا المئوي عام 1876 ومعرض باريس 1878، كلاهما مكانان مهمان لفناني اليوم.